# Organisme divers d'administration centrale
En France, les organismes divers d'administration centrale (ODAC) sont une catégorie d'établissements publics, au sens de la comptabilité nationale, qui regroupe des organismes auxquels l'État a donné une compétence fonctionnelle spécialisée au niveau national. Contrôlés et financés majoritairement par l'État, ces organismes ont une activité principalement non marchande.
Les ODAC, au nombre d'environ 700, font partie des quelque 1 244 agences publiques recensées en France en 2011 (en comptant les AAI), pour un budget cumulé de près de 65 milliards d'euros en 2011.
Les ODAC sont une catégorie proche des opérateurs de l'État, mais ces deux catégories ne se recoupent pas parfaitement. Au PLF 2021, il n'existe ainsi que 437 opérateurs de l'État, contre plus de 700 ODAC ; la comptabilité des premiers relève de l'État, contre l'INSEE pour les seconds.
En 2024, les opérateurs de l’Etat sont au nombre de 438, pour un budget de près de 81 milliards d’euros, alimenté sur fonds propres et via des transferts de recettes de l’Etat.

## Notion
Dans les concepts de la comptabilité nationale, les administrations publiques (APU) ont pour fonction principale de fournir des services non marchands et leurs ressources principales proviennent des prélèvements obligatoires.
Ces administrations publiques sont divisées en 
- Administrations publiques centrales, qui regroupent l'État et ses ministères ainsi que les organismes divers d'administration centrale (ODAC) ;
- Administrations publiques locales (APUL), constituées par le regroupement des 
  - Administrations territoriales, ou, au sens français, les collectivités territoriales ;
  - Administrations diverses d'administration locale, tels que, en France, les régies de transport municipal, SDIS, chambre de commerce
- Administrations de sécurité sociale, qui regroupent :
  - les régimes d'assurance sociale
  - les organismes dépendant des assurances sociales.

Les ODAC regroupent en France des organismes de statut juridique varié – souvent des établissements publics à caractère administratif – en général dotés de la personnalité juridique, auxquels l'État a confié une compétence fonctionnelle, spécialisée, au niveau national.  Ils sont financés ou contrôlés majoritairement par l'État, et l'essentiel de leur activité est non-marchande.

## Les ODAC français par domaines
En 2015, il existait environ 700 ODAC, parfois représentés dans chaque académie (universités), région ou département.
Les ODAC peuvent être regroupés en dix grandes fonctions : services généraux des administrations publiques ; défense ; ordre et sécurité publics ; affaires économiques ; protection de l’environnement ; logement et équipements collectifs ; santé ; loisirs, culture et culte ; enseignement ; protection sociale.

### L'action économique
- Agence de l'environnement et de la maîtrise de l'énergie (Ademe),
- Agence nationale de sécurité sanitaire de l'alimentation, de l'environnement et du travail (Anses)
- Agence des participations de l'État (APE)
- Agence nationale pour l'amélioration des conditions de travail (ANACT),
- Oséo,
- Association française de normalisation (Afnor),
- Charbonnages de France (CDF),
- Commissariat à l'énergie atomique et aux énergies alternatives (CEA),
- Consortium de réalisation (CDR),
- Établissement public de financement et de restructuration (EPFR),
- Société de gestion de garanties et de participations (SGGP) - en liquidation en 2018, rachetée par le CDR,
- Autorité des marchés financiers (AMF), ex-COB,
- Institut national de l'information géographique et forestière (IGN),
- Institut national de la propriété industrielle (INPI),
- Institut national de l'origine et de la qualité
- Établissement national des produits de l'agriculture et de la mer (FranceAgriMer),
- Agence de services et de paiement (ASP),
- Fonds d'investissement des départements d'outre-mer (FIDOM),
- Agence nationale pour l'indemnisation des français d'outre-mer (AMIFOM),
- Fonds national de garantie contre les calamités agricoles (FNGCA),
- Fonds de garantie des victimes des actes de terrorisme et d'autres infractions (FGTI).

### La culture
- Musées nationaux (musée du Louvre, Cité des sciences et de l'industrie, etc.),
- Centre des monuments nationaux,
- Théâtres nationaux (Comédie-Française, Opéra de Paris, Théâtre national de l'Opéra-Comique, etc.),
- Bibliothèques nationales,
- Centres d'information et de documentation de la jeunesse (CIDJ).
- Centre national du cinéma et de l'image animée (CNC)

### L'enseignement et la recherche
- Agence pour l'enseignement français à l'étranger (AEFE), sous la tutelle du ministère des Affaires étrangères
- Institut national de recherche pour l'agriculture, l'alimentation et l'environnement (Inrae),
- Centre d'études et de recherches sur les qualifications (CEREQ),
- Centre national d'enseignement à distance (CNED),
- Écoles nationales (ENA, ENM, ENSP, etc.),
- Enseignement supérieur (enseignement artistique, enseignement supérieur agricole, écoles d'architecture, etc.),
- Formation des adultes (formation du personnel enseignants),
- Universités,
- Écoles normales supérieures
- Centre national de documentation pédagogique (CNDP),
- École supérieure du professorat et de l'éducation (ESPE),
- les Instituts de formation en soins infirmiers (IFSI),
- Centre national d'études spatiales (CNES),
- Centre national de la recherche scientifique (CNRS),
- Météo-France,
- Collège de France,
- Instituts d'études et de recherche (Institut national d'études démographiques, Institut de recherche pour le développement, etc.).

### Les interventions sociales
- Fonds action sociale pour les travailleurs immigrés (FAST),
- Fonds de financement de l'aide personnalisée à l'autonomie (FAPA),
- Fonds de solidarité (FS),
- Office national des anciens combattants (ONAC),
- Fonds spécial d'invalidité (FSI).

### Le logement
- Agence nationale de l'habitat,
- Fonds national d'aide au logement (FNAL).

### La santé
- Haute Autorité de santé (HAS)
- Agence nationale de sécurité du médicament et des produits de santé  (ANSM),
- Agences régionales de santé (ARS),
- Agence de la biomédecine
- Fonds de financement de la Couverture maladie universelle (CMU),
- Agence nationale de santé publique (Santé publique France),
- Institut national de la transfusion sanguine (INTS),
- Institut national de la santé et de la recherche médicale (Inserm),
- Institut de radioprotection et de sûreté nucléaire (IRSN).

### Les transports
- Institut du transport aérien (ITA),
- Voies navigables de France (VNF).

## Classification dans la comptabilité nationale
Selon le Système européen de comptabilité (SEC.95) les ODAC sont regroupés sous le code S.13112.